# Dương Càn Trinh
Dương Càn Trinh giản thể: 杨干贞; phồn thể: 楊干貞; bính âm: Yáng Gànzhēn là người kiến lập Đại Nghĩa Ninh Quốc. Dương Càn Trinh nguyên là Đông Xuyên tiết độ sứ của Đại Trường Hòa Quốc. Năm 928, Dương Càn Trinh và thanh bình quan Triệu Thiện Chính giết chết Trịnh Long Đản, Triệu Thiện Chính tự lập mình làm hoàng đế Đại Thiên Hưng (Hưng Nguyên Quốc), năm sau (năm 929), Dương Càn Trinh phế Triệu Thiện Chính, lập nên Đại Nghĩa Ninh Quốc, cải niên hiệu thành Hưng Thánh. Năm 930 Dương Chiếu phế Dương Càn Trinh, tự lập làm vua. Năm 937, Hải Thông tiết dộ sứ Đoàn Tư Bình khởi binh 37 châu đông Vân Nam chống lại Dương Chiếu. Dương Chiếu binh bại tự sát, Dương Càn Trinh bỏ thành chạy trốn nhưng bị quân của Đoàn Tư Bình bắt được. Đoàn Tư Bình lập nên vương quốc Đại Lý trên lãnh thổ của Đại Nghĩa Ninh. Dương Càn Trinh có thụy hiệu Túc Cung Hoàng Đế hay Quảng An Hoàng Đế.